# Brossa
La brossa (pron. fr. AFI: [bʁɔsa]) è un prodotto caseario derivato dal siero residuo della lavorazione dei formaggi con l'aggiunta di aceto e acido citrico.

## Descrizione
Prodotta in Valle d'Aosta, va conservata ad una temperatura di 4°, viene da sempre abbinata alla polenta.
Dalla brossa si può ricavare del burro pregiato, meno grasso di quello ottenuto dalla panna.